# Chiloscyllium burmensis
Chiloscyllium burmensis  (лат.) — вид акул из рода азиатских кошачьих акул одноимённого семейства отряда воббегонгообразных. Эти акулы обитают в Индийском океане на глубине до 33 м. Максимальный зарегистрированный размер 57,5 см. У этих акул удлинённое тело однотонной окраски. Рацион состоит из  костистых рыб и беспозвоночных. Они размножаются, откладывая яйца. Вид известен всего по одной особи, назначенной голотипом.

## Таксономия
Впервые вид научно описан в 1983 году на основании единственной известной в настоящее время особи, назначенной голотипом. Она представляла собой взрослого самца длиной 57,5 см, пойманного в Аравийском море у берегов индийского штата Карнатака.

## Ареал
Акулы Chiloscyllium burmensis обитают в северной части Индийского океана. 

## Описание
У акул Chiloscyllium burmensis тонкое цилиндрическое тело без латеральных и дорсальных выступов. Голова лишена латеральных складок кожи. Рыло толстое и закруглённое, предротовое расстояние составляет 3 % от длины тела. Глаза расположены дорсолатерально. Вокруг глаз имеются слегка приподнятые гребни. Подвижное верхнее веко и окологлазничные впадины отсутствуют. Глаза мелкие, их длина составляет 1,2 % длины тела. Позади глаз имеются крупные брызгальца. Жаберные щели маленькие, пятая и четвёртая жаберные щели расположены близко друг к другу. Ноздри обрамлены усиками. Внешний край назальных выходных отверстий окружён складками и складками и бороздками. Маленький почти поперечный рот расположен перед глазам. Нижние и верхние зубы не имеют чёткий различий, оснащены центральным остриём и несколькими латеральными зубчиками.
Расстояние от кончика рыла до грудных плавников равно 15,7 % длины тела. Грудные и брюшные плавники крупные, широкие и закруглённые. Спинные плавники примерно одинакового размера. Шипы у их оснований отсутствуют. Расстояние между их основаниями в 2 раза превышает длину основания первого спинного плавника и равно 11,1 % длины тела. Основание первого спинного плавника расположено позади основания брюшных плавников. Высота первого и второго спинных плавников равна 6,3 % и 5,2 % длины тела соответственно. Основание первого спинного плавника немного длиннее основания второго спинного плавника. Длина основания невысокого и килеобразного анального плавника в 6 раз превышает его высоту и расположено позади основания второго спинного плавника. Расстояние от кончика рыла до анального отверстия составляет 30,8 % длины тела. Хвостовой плавник асимметричный, верхняя лопасть не возвышается над апексом туловища, у её края имеется вентральная выемка. Нижняя лопасть неразвита. Латеральные кили и прекаудальная ямка на хвостовом стебле отсутствуют. Общее число позвонков 176. Окраска ровного цвета без отметин.

## Биология
Рацион, вероятно, состоит из костистых рыб и беспозвоночных.

## Взаимодействие с человеком
Chiloscyllium burmensis встречаются крайне редко. В их ареале ведётся интенсивный креветочный и рыбный промысел. Данных для оценки Международным союзом охраны природы статуса сохранности вида недостаточно. 